# سویرو (سردشت)
سُویرو، روستایی از توابع بخش مرکزی در شهرستان سردشت واقع‌در استان آذربایجان غربی ایران است.

## جمعیت
این روستا در دهستان گورک سردشت قرار داشته و بر اساس سرشماری سال ۱۳۸۵ جمعیت آن ۲۸۴ نفر (۴۷ خانوار) بوده‌است.